# Râul Seaca, Ismar
Râul Seaca este un râu din România, afluent al râului Ismar. 